# Crenicichla johanna
Crenicichla johanna — вид цихлід, що походить із Південної Америки. Цей вид сягає 28 см (11 дюйм) завдовжки.